# Junioreuropamästerskapet i ishockey 1985
Junioreuropamästerskapet i ishockey 1985 var 1985 års upplaga av turneringen.

## Grupp A
Spelades under perioden 1-7 april 1985 i Anglet i Frankrike. Norge slutade fyra, och blev därmed femte nation någonsin att placera sig bland de fyra främsta.

### Första omgången
grupp 1
| Lag              | Sovjetunionen | Norge | Finland | Västtyskland | gjorda mål/insläppta mål | Pkt. |
| ---------------- | ------------- | ----- | ------- | ------------ | ------------------------ | ---- |
| 1. Sovjetunionen | —             | 5-1   | 6-0     | 6-1          | 17-02                    | 6    |
| 2. Norge         | 1-5           | —     | 3-2     | 5-5          | 09-12                    | 3    |
| 3. Finland       | 0-6           | 2-3   | —       | 4-2          | 06-11                    | 2    |
| 4. Västtyskland  | 1-6           | 5-5   | 2-4     | —            | 08-15                    | 1    |

grupp 2
| Lag                | Sverige | Tjeckoslovakien | Schweiz | Frankrike | gjorda mål/insläppta mål | poäng |
| ------------------ | ------- | --------------- | ------- | --------- | ------------------------ | ----- |
| 1. Sverige         | —       | 5-3             | 7-1     | 15-0      | 27-04                    | 6     |
| 2. Tjeckoslovakien | 3-5     | —               | 8-2     | 15-3      | 26-10                    | 4     |
| 3. Schweiz         | 1-7     | 2-8             | —       | 4-2       | 07-17                    | 2     |
| 4. Frankrike       | 0-15    | 3-15            | 2-4     | —         | 05-34                    | 0     |

### Andra omgången
Slutspelsserien
| Lag                | Sverige | Sovjetunionen | Tjeckoslovakien | Norge | gjorda mål/insläppta mål | poäng |
| ------------------ | ------- | ------------- | --------------- | ----- | ------------------------ | ----- |
| 1. Sverige         | —       | 1-1           | (5-3)           | 11-0  | 17-04                    | 5     |
| 2. Sovjetunionen   | 1-1     | —             | 3-2             | (5-1) | 09-04                    | 5     |
| 3. Tjeckoslovakien | (3-5)   | 2-3           | —               | 8-2   | 13-10                    | 2     |
| 4. Norge           | 0-11    | (1-5)         | 2-8             | —     | 03-24                    | 0     |

Nedflyttningsserien
| Lag             | Finland | Västtyskland | Schweiz | Frankrike | gjorda mål/insläppta mål | poäng |
| --------------- | ------- | ------------ | ------- | --------- | ------------------------ | ----- |
| 1. Finland      | —       | (4-2)        | 7-7     | 21-5      | 32-14                    | 5     |
| 2. Västtyskland | (2-4)   | —            | 2-1     | 10-0      | 14-05                    | 4     |
| 3. Schweiz      | 7-7     | 1-2          | —       | (4-2)     | 12-11                    | 3     |
| 4. Frankrike    | 5-21    | 0-10         | (2-4)   | —         | 07-35                    | 0     |

Frankrike nedflyttade till 1986 års B-grupp.

## Priser och utmärkelser
- Poängkung  Sami Wahlsten, Finland (13 poäng)
- Bästa målvakt: Arturs Irbe, Sovjetunionen
- Bästa försvarare: Rudolph Zaruba, Tjeckoslovakien
- Bästa anfallare: Ulf Dahlén, Sverige

## Grupp B
Spelades i Sofia i Bulgarien under perioden 24-30 mars 1985.

### Första omgången
grupp 1
| Lag              | Rumänien | Nederländerna | Danmark | Ungern | gjorda mål/insläppta mål | poäng |
| ---------------- | -------- | ------------- | ------- | ------ | ------------------------ | ----- |
| 1. Rumänien      | —        | 8-2           | 3-0     | 9-1    | 20-03                    | 6     |
| 2. Nederländerna | 2-8      | —             | 7-5     | 4-3    | 13-16                    | 4     |
| 3. Danmark       | 0-3      | 5-7           | —       | 9-5    | 14-15                    | 2     |
| 4. Ungern        | 1-9      | 3-4           | 5-9     | —      | 09-22                    | 0     |

grupp 2
| Lag            | Polen | Bulgarien | Österrike | Jugoslavien | gjorda mål/insläppta mål | poäng |
| -------------- | ----- | --------- | --------- | ----------- | ------------------------ | ----- |
| 1. Polen       | —     | 4-3       | 6-3       | 7-3         | 17-09                    | 6     |
| 2. Bulgarien   | 3-4   | —         | 7-2       | 5-4         | 14-10                    | 4     |
| 3. Österrike   | 3-6   | 2-7       | —         | 6-1         | 11-14                    | 2     |
| 4. Jugoslavien | 3-7   | 4-5       | 1-6       | —           | 08-18                    | 0     |

### Andra omgången
Uppflyttningsserien
| Lag              | Rumänien | Polen | Bulgarien | Nederländerna | gjorda mål/insläppta mål | poäng |
| ---------------- | -------- | ----- | --------- | ------------- | ------------------------ | ----- |
| 1. Rumänien      | —        | 4-3   | 5-4       | (8-2)         | 17-09                    | 6     |
| 2. Polen         | 3-4      | —     | (4-3)     | 7-3           | 14-10                    | 4     |
| 3. Bulgarien     | 4-5      | (3-4) | —         | 4-3           | 11-12                    | 2     |
| 4. Nederländerna | (2-8)    | 3-7   | 3-4       | —             | 08-19                    | 0     |

Nedflyttningsserien
| Lag            | Danmark | Österrike | Jugoslavien | Ungern | gjorda mål/insläppta mål | poäng |
| -------------- | ------- | --------- | ----------- | ------ | ------------------------ | ----- |
| 1. Danmark     | —       | 5-4       | 6-5         | (9-5)  | 20-14                    | 6     |
| 2. Österrike   | 4-5     | —         | (6-1)       | 5-2    | 15-08                    | 4     |
| 3. Jugoslavien | 5-6     | (1-6)     | —           | 3-1    | 09-13                    | 2     |
| 4. Ungern      | (5-9)   | 2-5       | 1-3         | —      | 08-17                    | 0     |

Rumänien uppflyttade till 1986 års A-grupp. Ungern nedflyttade till 1986 års C-grupp.

## Grupp C
Spelades i Brixen i Italien under perioden from 19-24 mars 1985.
| Lag               | Italien | Belgien | Storbritannien | gjorda mål/insläppta mål | poäng |
| ----------------- | ------- | ------- | -------------- | ------------------------ | ----- |
| 1. Italien        | —       | 4-0 3-2 | 8-4 5-8        | 20-14                    | 6     |
| 2. Belgien        | 0-4 2-3 | —       | 5-2 7-3        | 14-12                    | 4     |
| 3. Storbritannien | 4-8 8-5 | 2-5 3-7 | —              | 17-25                    | 2     |

Italien uppflyttade till 1986 års B-grupp.

### Fotnoter
1. ↑  ”Championnat d'Europe 1985 des moins de 18 ans” (på franska). Hockeyarchives. 11 mars 1985. http://www.passionhockey.com/hockeyarchives/U-18_1985.htm. Läst 29 november 2014.